# NGC 3401
NGC 3401 је ознака објекта на координатама са ректансцензијом 10h 50m 19,8s и деклинацијом + 5° 48" 42'. Открио га је Вилијам Хершел, 13. априла 1784. Каснијим посматрањима на том положају није уочен никакав астрономски објекат.